# Георг V (король Ганновера)
Георг V (нім. Georg V.; 27 травня 1819, Берлін — 12 червня 1878, Париж) — п'ятий і останній царюючий король Ганноверу з 1851 по 1866 роки. Член британської королівської родини, син Ернста Августа, герцога Камберлендського та принцеси Фредеріки Мекленбург-Штреліцької, онук Георга III і двоюрідний брат королеви Вікторії.

## Життєпис
Народився в Берліні, отримав німецьке виховання, дитинство його минуло в Пруссії й Лондоні.

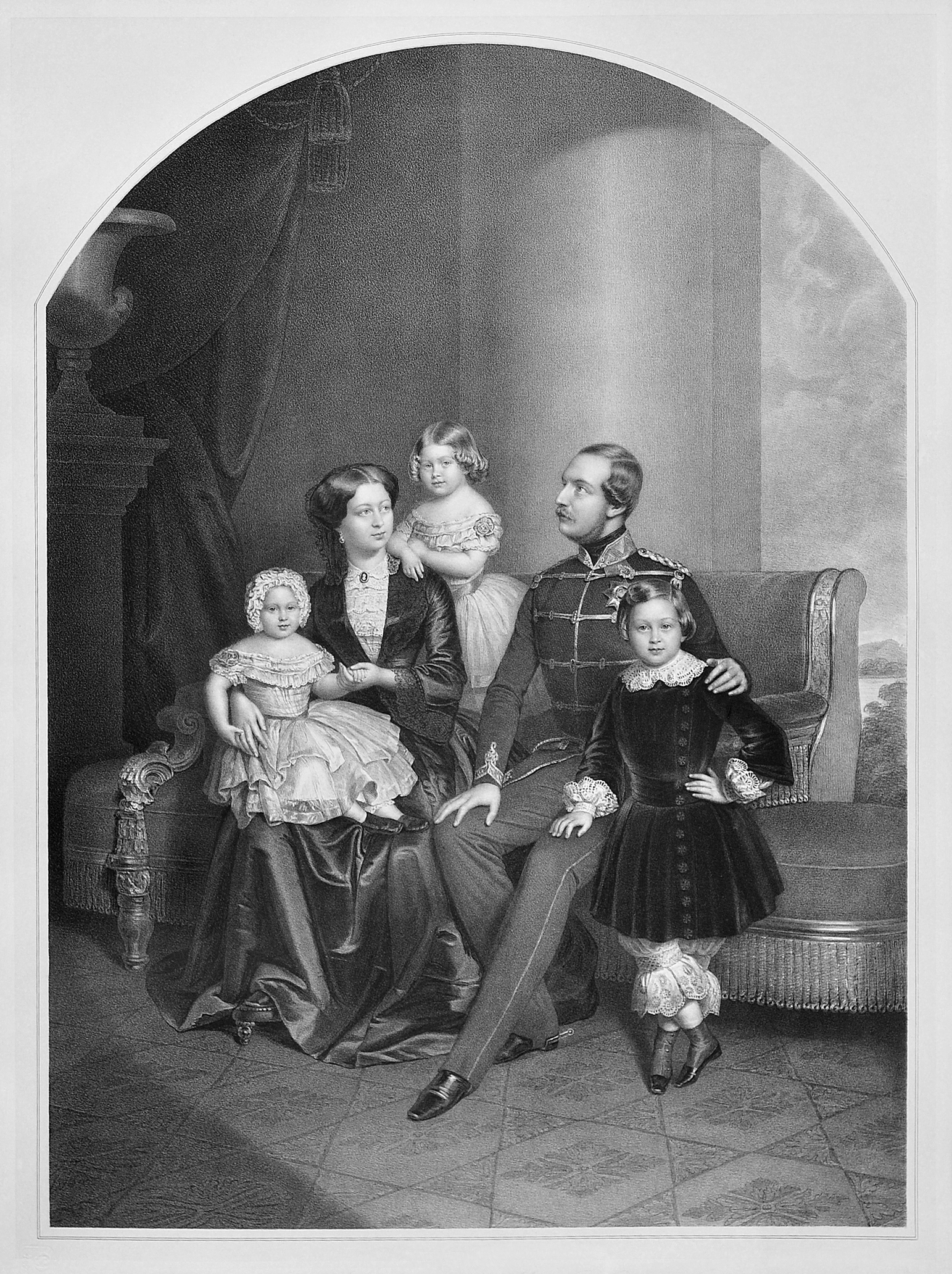
Король Ганновера Георг V з дружиною та дітьми. Літографія Юліуса Гіре.

У 1833 14-літній принц повністю осліп. Кавалер ордену Підв'язки, подарованого йому дядьком Вільгельмом IV (1835).
Після вступу його батька на ганноверський престол і розторгнення особистої унії з Великою Британією в 1837 році, незважаючи на сліпоту, був оголошений спадкоємцем престолу, хоча спочатку збирався відмовитися від нього. Після кончини батька в 1851 році став королем Ганноверу й успадкував також британські титули (герцог Камберлендський і Тевіотдейлський, граф Армаг в Ірландії).
Відсутність зору не заважала королеві вести досить активну політику, конфліктувати з ландтагом, захищати промисловість. Він заснував сталеливарні заводи, які мають ім'я Георга і його дружини Марії, навколо них виросло однойменне місто (Георгсмарієнгютте).

### Повалення
Під час Австро-прусської війни 1866 року прийняв сторону Австрії. Прусська армія окупувала Ганновер, і незабаром він був анексований Пруссією, а король скинутий. Георг не визнав цього рішення й емігрував до Австрії, а потім у Францію. Помер у Парижі, похований у Великій Британії у Віндзорі.

## Родина
Дружина — Марія Саксен-Альтенбурзька (1818—1907)
Діти:
- Ернст Август II (1845—1923), принц Ганноверський і герцог Камберлендський
- Фредерика (1848—1926),
- Марія (1849—1904).

Пряма лінія ганноверських принців існує досі.